# نورتیه ده براور
نورتیه ده براور (هلندی: Noortje de Brouwer؛ زادهٔ ۹ مارس ۱۹۹۹) شناگ زن شنای موزون اهل هلند است.
وی در مسابقات کشوری و بین‌المللی در مجموع برندهٔ ۲ مدال طلا، ۱ مدال نقره، ۱ مدال برنز شده است.